# Terytorium patriarsze Jordanii
Terytorium patriarsze Jordanii – administratura Kościoła chaldejskiego w Jordanii, podległa bezpośrednio chaldejskiemu patriarsze Bagdadu. Powstała w 2004 roku. Na jej czele stoi protosyncellus (odpowiednik wikariusza generalnego w Kościele łacińskim).